# Xã Colman, Quận Moody, South Dakota
Xã Colman (tiếng Anh: Colman Township) là một xã thuộc quận Moody, tiểu bang Nam Dakota, Hoa Kỳ. Năm 2010, dân số của xã này là 204 người.